# Chiesa di Santa Maria del Cerro
La chiesa di Santa Maria del Cerro è un edificio religioso situato a Cassano Magnago, in provincia di Varese e arcidiocesi di Milano.

## Storia
La chiesa di Santa Maria del Cerro è stata costruita nel XIII secolo per volontà di Ottone Visconti, vicino al proprio castello. 
La chiesa viene riconosciuta nel 1398 come cappella dipendente dalla pieve di Gallarate e nel 1564 come rettoria. Nel 1750 è documentata come parrocchiale, benché gestita dal solo parroco, ed ha come dipendenze diversi oratori. Al 1897, all'epoca della visita pastorale dell'arcivescovo Andrea Carlo Ferrari, il clero è costituito dal parroco e da un coadiutore.
Le prime descrizioni accurate dell'antica chiesa giungono a noi dalle Ordinationi, redatte nel 1570, anno dal quale nella chiesa di Santa Maria del Cerro si venera la Sacra Spina della Corona di Gesù, portata a Cassano Magnago da Princivalle Visconti da Colonia e donata alla chiesa di Santa Maria grazie a San Carlo Borromeo. Informazioni più precise vengono date da Federico Borromeo, suo cugino, nella Visitatio del 1622. Nel corso dei secoli la chiesa subisce alcune modifiche ma non sostanziali: nel 1825 il parroco, Don Ignazio Bianchi, ritenendo l'edificio vetusto e incompatibile con le esigenze di culto della popolazione, si prodiga per un radicale intervento di trasformazione della chiesa. L'edificio medievale viene conservato e mantenuto, mentre viene abbattuta la facciata ad ovest e, presso l'antica piazza si costruiscono l'attuale presbiterio e transetto; la parete absidale della cappella maggiore, orientata ad est, viene in parte demolita per creare l'ingresso: in questo modo si è invertito l'orientamento secolare della chiesa.

## Descrizione

### Esterno

#### Campanile
Il campanile della chiesa, datato tra il XIII e il XIV secolo, è decorato in stile romanico lombardo. Ha un'altezza di 37,16 metri, e sulla cima possiede una bandierina segnavento, traforata da un biscione visconteo. Sulla facciata del campanile sono presenti altri elementi decorativi tra cui l'orologio, una lapide e un angelo di marmo che ricordano la scomparsa della figlia del donatore, il Cav. Fontana. Più in basso è presente una lapide raffigura una dama che regge uno scudo e dei cimieri sui quali si trova ancora il biscione visconteo. Il campanile possiede un sistema ambrosiano a sei campane, fuse nel 1883 dalla ditta G. Pruneri di Grosio, per un totale di 86,482 quintali.

#### Facciata
La facciata attuale è stata realizzata nel 1885 dall'architetto Maciachini. È divisa in due registri: la parte inferiore con il portale d'ingresso e due lapidi ai lati che commemorano i parroci Don Pietro Galimberti e Don Giuseppe Castiglioni e la parte superiore, divisa in tre campi da lesene corinzie. Qui sono raffigurati i momenti dell'Assunzione di Maria al centro, mentre ai lati l'Annunciazione. L'attuale scalinata è del 1936. La chiesa è posata su un basamento che contiene vari sepolcri, dove sono contenute le salme di alcuni Visconti e parroci.

### Interno

#### Cappelle
La chiesa è costituita da una navata centrale, coperta da un soffitto con volta a botte e due navate laterali da cui si aprono sei cappelle. Nella navata meridionale si susseguono le cappelle del Battistero (rinnovata nel 1936), la cappella del Sacro Cuore e la cappella dell'Assunta, che ospita l'altare nella cui nicchia è custodita la statua della Madonna (ideata da Luigi Morgari e realizzata nel 1907 dalla scuola salesiana di Milano). Lungo la navata settentrionale si trova la cappella degli "strappi", nella quale sono presenti diversi affreschi strappati del catino absidale dell'antica chiesa, databili intorno al 1597 e attribuibili alla scuola del Morazzone), la cappella di San Carlo (con relativa statua del secolo XVII) e la cappella del Crocifisso la cui nicchia dell'altare ospita un gruppo scultoreo progettato ed eseguito dai medesimi della statua dell'Assunta.
Al termine di questa navata, a lato del presbiterio, si apre la cappella dell'Addolorata (1934), per la liturgia feriale.

#### Presbiterio
Il presbiterio, così come il transetto, è stato completamente rinnovato dopo la ristrutturazione e l'inversione di orientamento della chiesa tra il 1825 e il 1830. Oltre i tre gradini si trova la mensa, rivolta al popolo dopo le riforme liturgiche del Concilio Vaticano II; è decorata con un dossale metallico argentato e dorato che riproduce l'Ultima Cena di Leonardo Da Vinci, circondato da motivi floreali e simboli sacri: è opera di Francesco Cervini, risalente al 1899. Oltre alla mensa si trova l'altare maggiore, eseguito tra il 1802 e il 1805 già per l'antica chiesa e riposizionato qui durante il rifacimento del tempio. La mensa si apre davanti al tabernacolo in marmo, il quale è sormontato dal ciborio; due angeli decorano la parte superiore delle predelle e queste, nelle solennità, ospitano diversi candelabri, statue e busti di santi reliquiari di fine fattura sempre opera del Cervini. La chiesa termina con un'abside, intorno alla quale è posto un deambulatorio e il coro ligneo.

#### Affreschi
La chiesa è decorata con ventuno affreschi, realizzati tra il 1895 e il 1905 da Luigi Morgari e dal decoratore Aristide Secchi. Nelle navate minori gli affreschi ritraggono principalmente santi, come ad esempio il Martirio di Sant'Agnese, Sant'Agata in carcere o San Giovanni Battista alla corte di Erode, Sant'Isidoro in preghiera. La volta invece, proprio per la sua posizione, è stata decorata con affreschi contenenti scene con una tensione verso l'alto (San Francesco riceve le stigmate, Gloria di San Luigi Gonzaga, La risurrezione, e infine nella cupola l'Assunzione di Maria), mentre nel presbiterio sono presenti L'adorazione dei Magi e la Deposizione e Compianto sul Cristo morto. Nella lunetta della volta è inoltre presente l'Invenzione della Sacra Spina da parte di San Carlo, affresco che racconta un fatto storico avvenuto nel castello visconteo di Cassano Magnago il 23 giugno 1570. Nelle cappelle laterali si trovano le decorazioni dell'Assunta e del Crocifisso, dove sono presenti i temi del Purgatorio, Le Glorie di Maria, L'Esaltazione della Croce e L'agonia di Gesù.

#### Organo
Conclusi i lavori di ristrutturazione della chiesa nel 1830, si prese in considerazione l'idea di collocare un nuovo organo nella controfacciata. Don Ignazio Bianchi e la Fabbriceria parrocchiale commissionarono a Gerolamo Carrera, organaro di Legnano la fabbricazione dello strumento ancora presente in chiesa. 

## Origine del nome
Sull'origine del nome Cerro ci sono ancora delle incertezze: potrebbe derivare dal nome della collina su cui sorge, ovvero la località del Cerro, oppure dalla presenza dell'omonima pianta nella piazza antistante.
Fin dal neolitico la quercia era considerata da ogni popolo indoeuropeo un albero sacro alla massima divinità, ed originariamente i latini la identificavano con Giove.
André Martinet, linguista francese e cattedratico alla Sorbona, ha ritenuto che Cassano fosse il nome gallico della quercia: quindi non solo la chiesa di Santa Maria, ma anche la città di Cassano ha preso il nome dalla quercia, al quale fu aggiunto Machnagh, un aggettivo celtico originato dalla radice Magus ("campo") che aveva il significato di campestre.
Il cerro che oggi è presente davanti alla chiesa ne sostituisce un altro abbattuto da un fulmine nel 1922, il quale sostituiva il cerro plurisecolare della leggenda, morto nel 1820.